# Опівнічний бенкет
«Опівнічний бенкет» (англ. A Feast at Midnight) — англійська комедія 1994 року.
У фільмі знявся майбутній політик Майкл Гоув.

## Сюжет
Історія про 10-річного хлопчика, Магнуса, якого батьки відправили в англійську школу-інтернат, а самі поїхали в Париж. У школі, Магнусу доводиться терпіти приниження від інших хлопчиків і персоналу. Пізніше, він організовує таємний клуб, члени якого, використовуючи рецепти з кулінарної книги, подарованої батьком Магнусу. Вони роблять різні делікатеси, щоб протидіяти жахливій здоровій їжі, яку нав'язують їм дирекція школи.

## У ролях
| Актор             | Роль         |
| ----------------- | ------------ |
| Фредді Фіндлі     | Магнус       |
| Себастьян Арместо | Оберой       |
| Роберт Гарді      | директор     |
| Керол Макреді     | міс Пландер  |
| Ендрю Лушер       | Тава         |
| Аледо Робертс     | Гуф          |
| Стюарт Гоулі      | Бетарс       |
| Джордан Руффел    | Мі           |
| Едвард Гассард    | Кабіт        |
| Метью Блекістон   | Мерімен      |
| Домінік Доубекін  | Вільямс      |
| Гаррі Степлтон    | Пірс         |
| Джейк Мейер       | Ларссен      |
| Том Редкліфф      | Беркарт      |
| Ліза Фолкнер      | міс Шарлотта |
| Крістофер Лі      | Раптор       |
| Семюел Вест       | шеф-кухар    |
| Джулі Дрейфус     | мати         |
| Майкл Гоув        | капелан      |
| Едвард Фокс       | батько       |
| Брайан Кант       | містер Гілл  |